# Ready For Love (BLACKPINK歌曲)
〈Ready for Love〉是韓國女子音樂組合BLACKPINK為大逃殺遊戲PUBG Mobile合作錄製的宣傳歌曲。計劃於2022年7月29日發行，這是該組合自2020年發行《THE ALBUM》以後，睽違兩年首次在韓國發行全新單曲，並於2022年9月16日發表正式音源，收錄於她們的第二張正規專輯《BORN PINK》中。
在2022年8月29日，《Ready for love》在MTV音樂錄影帶大獎獲得「最佳元宇宙表演獎」。

## 背景與釋出
2022年7月12日，YG娛樂透露BLACKPINK將於7月22日至30日在PUBG Mobile舉辦一場虛擬遊戲內演唱會，包括演唱該組合的熱門歌曲，以及將在活動期間首次公開的特別曲目時間。發行前，BLACKPINK於2020年Netflix紀錄片《BLACKPINK: Light Up the Sky》中的一個場景向成員展示了歌曲的錄製過程。2022年7月24日，PUBG Mobile和BLACKPINK的官方社交媒體帳戶都上傳了預告海報，確認歌曲的發布日期為7月29日。2022年7月27日，PUBG Mobile在他們的社交媒體帳戶上為每個成員和團體上傳了預告照片，每位成員都是使用AI進行設計。每個成員的預告片背景與歌曲封面藝術中的花朵顏色相對應。

## 作曲
在虛擬演唱會前的一次採訪中，YG娛樂將這首歌描述為「這是一首具有特色Drop的歌曲，打破了抒情鋼琴演奏的流行歌曲」。

## 音樂錄影帶
這首歌的音樂錄影帶計劃於2022年7月29日與曲目一起發布。